# Lambert II. von Nantes
Lambert II. von Nantes (* vor 834; † 1. Mai 852) aus der Familie der Widonen war Graf von Nantes und Angers. Er war der zweite Sohn des Grafen Lambert I. von Nantes.

## Biografie
Nach der Absetzung und Verbannung seines Vaters als Parteigänger des Königs Lothar I. blieben Lambert II. und sein Bruder Warnarius (Garnier) 834 in der Grafschaft Nantes.
Lambert kämpfte am 25. Juni 841 in der Schlacht von Fontenoy-en-Puisaye auf der Seite Karls des Kahlen gegen Graf Richwin von Nantes, den Nachfolger seines Vaters. Richwin fiel, aber die Grafschaft Nantes, die Lambert als sein legitimes Erbe betrachtete, wurde Graf Renaud von Herbauges gegeben, woraufhin Lambert die Dienste Karls verließ und sich dem Bretonen Nominoë anschloss.
Renaud schlug 843 Lambert und seine Verbündeten, den Bretonen Nominoë und den Wikinger Hasting in der Schlacht von Messac, unterlag jedoch kurz darauf, am 24. Mai 843 (IX Kalendas junii der Chronik von Aquitanien) in der Schlacht von Blain, in der er auch getötet wurde. Die Einwohner von Nantes weigerten sich, Lambert als Graf anzuerkennen, zumal er verdächtigt wurde, die Loire-Normannen in die Stadt geführt zu haben, die sie am 24. Juni plünderten, wobei sie den Bischof in der Kathedrale töteten. Nachdem seine Verbündeten abgezogen waren, konnte Lambert sich schließlich in den Besitz der Stadt bringen.
Lambert tötete 844 den Grafen Bernhard von Poitiers und den Sohn und Nachfolger Renauds, Hervé von Herbauges. Ende Oktober oder Anfang November 845 löste Lambert das Bündnis mit Nominoe und unterwarf sich dem König, der ihn in seiner Funktion als Graf von Nantes beließ und ihm zudem die Grafschaft Angers und die Bretonische Mark übertrug.
Im Dezember 846 wurde Lambert vom König aus dem Nantais verjagt. Karl der Kahle versuchte von 846 bis 849 einen seiner Männer, Amaury, als Graf von Nantes durchzusetzen. Karl der Kahle rief Lambert 849 zurück und vertraute ihm das Nantais, die Grafschaft Rennes und das Land südlich der Loire (wohl Herbauges) an.
Nach dem 15. August 850 besetzten Nominoe und der wieder mit ihm verbündete Lambert, der von Karl erneut abgesetzt worden war, Rennes und Nantes und ließen die Stadtmauern abreißen, um eine Rückkehr der königlichen Truppen zu verhindern. Lambert begleitete Nominoë 851 bei dessen Feldzug gegen Neustrien. Nach dem plötzlichen Tod des Bretonen in Vendôme am 7. März 851, übernahm Lambert das Kommando und leitete den Rückzug der Bretonen. Anschließend kämpfte er am 22. August in der Schlacht von Jengland bei Grand-Fougeray, in der die Franzosen vernichtend geschlagen wurden, an der Seite Erispoës, Nominoës Sohn und Nachfolger. Der vor Jahresende geschlossene Vertrag zwischen Karl und Erispoë, in dem Letzterem der Königstitel zuerkannt und die Bretonische Mark mit Rennes und Nantes abgetreten wurde, vernichtete Lamberts Hoffnung, sich in der Region dauerhaft festsetzen zu können.
Beim Versuch, sich zwischen Maine und Anjou ein neues Herrschaftsgebiet aufzubauen, wurde Lambert am 1. Mai 852 in einem Gefecht mit den Rorgoniden getötet. Lambert wurde in „Saponarias“ beigesetzt.
Um 850/851 hatte Lambert Rotrud geheiratet, die Tochter des ehemaligen Kaisers Lothar. Mit ihr hatte er einen Sohn, Witbert (Wicbert), für den Lothars Sohn Lothar II. die Vormundschaft übernahm, und der 869, nach dem Tod Lothars II., im Gegenzug Vormund von dessen Sohn Hugo, Herzog im Elsass wurde. Witbert trug zwar den Grafentitel, hatte aber in Nantes offenbar keine Befugnis mehr.

## Weblink
- Materialsammlung